# Pinga (1924–1996)
Pinga, właśc. José Lázaro Robles (ur. 11 lutego 1924 w São Paulo  – zm. 7 maja 1996 w São Paulo) – piłkarz brazylijski, występujący na pozycji napastnika.

## Kariera klubowa
Karierę piłkarską zaczął w klubie Juventus São Paulo w 1943 roku. W 1945 przeszedł do Portuguesy São Paulo. W klubie z São Paulo grał do 1952 roku. Podczas tego okresu wygrał Turniej Rio-São Paulo w 1952 roku. Kolejnym etapem kariery było CR Vasco da Gama. Z Vasco dwukrotnie zdobył mistrzostwo Stanu Rio de Janeiro – Campeonato Carioca w 1956 i 1958 oraz wygrał Turniej Rio-São Paulo w 1958 roku. Ostatnie dwa lata kariery 1962–1964, grał macierzystym Juventusie São Paulo.

## Kariera reprezentacyjna
W reprezentacji Brazylii Pinga zadebiutował 7 maja 1950 w meczu z reprezentacją Paragwaju, w którym strzelił dwie bramki. Mimo świetnego debiutu nie dostał powołania na mistrzostwa świata 1950. W 1952 roku wygrał z Brazylią Mistrzostwa Panamerykańskie. W następnym roku grał na Copa América 1953, na których Brazylia zajęła drugie miejsce, przegrywając w finale z reprezentacją Paragwaju. Pinga strzelił w tym turnieju dwie bramki. W 1954 roku był członkiem kadry na mistrzostwa świata w Szwajcarii, na których Brazylia odpadła w ćwierćfinale z reprezentacją Węgier. Pinga zagrał w dwóch meczach grupowych. W 13 listopada 1955 Pinga zagrał w meczu z reprezentacją Paragwaju i był to jego ostatni mecz w reprezentacji. Łącznie zagrał w barwach canarinhos 17 meczów i strzelił 10 bramek.